# 圣巴泰勒米-格罗宗
圣巴泰勒米-格罗宗（法語：Saint-Barthélemy-Grozon，法語發音：[sɛ̃ baʁtelemi ɡʁozɔ̃]）是法国阿尔代什省的一个市镇，属于罗讷河畔图尔农区。该市镇于1795-1800年间由圣巴泰勒米勒潘（Saint-Barthélemy-le-Pin）和格罗宗（Grozon）合并而成。

## 地理
圣巴泰勒米-格罗宗（44°57'50"N, 4°37'51"E）面积19.4 平方千米，位于法国奥弗涅-罗讷-阿尔卑斯大区阿尔代什省，该省份为法国东南部内陆省份，北起顺时针与卢瓦尔省、伊泽尔省、德龙省、沃克吕兹省、加尔省、洛泽尔省和上盧瓦爾省接壤。
与圣巴泰勒米-格罗宗接壤的市镇（或旧市镇、城区）包括：阿尔布西耶尔、博夫尔、韦尔努新堡、奥尔梅兹河畔吉约克、拉马斯特尔、维瓦赖地区韦尔努。

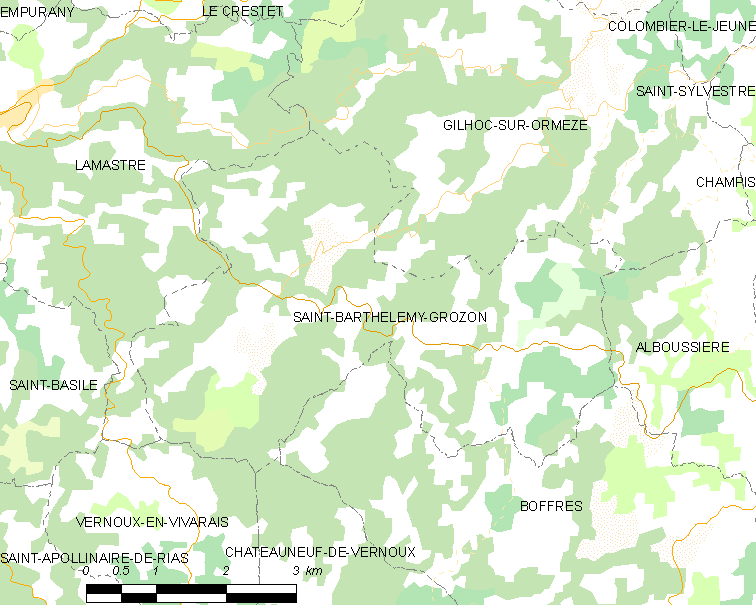
圣巴泰勒米-格罗宗的OSM定位图

圣巴泰勒米-格罗宗的时区为UTC+01:00、UTC+02:00（夏令时）。

## 行政
圣巴泰勒米-格罗宗的邮政编码为07270，INSEE市镇编码为07216。

## 政治
圣巴泰勒米-格罗宗所属的省级选区为上维瓦赖县。

## 人口

1962-2008年间圣巴泰勒米-格罗宗人口变化图示

圣巴泰勒米-格罗宗于2022年1月1日时的人口数量为500人。